# 72 (číslo)
Sedmdesát dva je přirozené číslo. Následuje po číslu sedmdesát jedna a předchází číslu sedmdesát tři. Řadová číslovka je sedmdesátý druhý nebo dvaasedmdesátý. Římskými číslicemi se zapisuje LXXII.

## Matematika
Číslo 72 je:
- abundantní číslo
- nejmenší Achillovo číslo
- mocné číslo

## Chemie
- atomové číslo hafnia
- nukleonové číslo druhého nejběžnějšího izotopu germania
- neutronové číslo nejméně rozšířeného přírodního izotopu xenonu[1]

## Kosmonautika
- STS-72 byla mise raketoplánu Endeavour, cílem mise byla záchrana japonské družice Space Flyer Unit (SFU)

## Roky
- 72
- 72 př. n. l.
- 1972